# XBIZ Europa Awards
GLI XBIZ Europa Awards sono premi cinematografici presentati e sponsorizzati dalla casa editrice XBIZ per premiare vari aspetti nell'industria dell'intrattenimento per adulti. 
La prima edizione del concorso, condotta da Rocco Siffredi, si è svolta nel 2018 e dal 2021 vengono assegnati premi in più di cinquanta categorie ad artisti, registi, aziende e siti europei ed internazionali per il loro contributo allo sviluppo dell'industria pornografica europea. Per ottenere una nomination, ad eccezione della categoria "Global", le società di produzione devono avere la sede principale in Europa mentre gli artisti devono risiedere in Europa, e, solo successivamente, vi è un voto da parte dei fan.
La cerimonia di premiazione si svolge solitamente nel mese di settembre nell'ambito della fiera XBIZ a Berlino. L'edizione del 2020 e quella del 2021, a causa dalle restrizioni per il COVID-19, si sono svolte in maniera virtuale rispettivamente il 22 ottobre 2020 e il 16 settembre 2021 sul sito ufficiale degli XBIZ.tv.

## Vincitori

### Performer

#### Female Performer of the Year
- 2018: Amirah Adara
- 2019: Cléa Gaultier
- 2020: Jia Lissa
- 2021: Cherry Kiss
- 2022: Tiffany Tatum
- 2023: Tiffany Tatum
- 2024: Agatha Vega

#### Male Performer of the Year
- 2018: Lutro
- 2019: Chris Diamond
- 2020: Vince Karter
- 2021: Maximo Garcia
- 2022: Vince Karter
- 2023: Christian Clay
- 2024: Christian Clay

#### International Crossover Star
- 2018: Valentina Nappi
- 2019: Ella Hughes

#### Best Actress
- 2018: Misha Cross
- 2019: Ella Hughes

#### Best Actor
- 2018: Danny D
- 2019: Danny D

#### Best New Starlet
- 2019: Liya Silver
- 2020: Lana Roy
- 2021: Agatha Vega
- 2022: Scarlett Jones
- 2023: Kelly Collins
- 2024: Ashby Winter

#### Gay Performer of the Year
- 2019: Viktor Rom
- 2020: Ruslan Angelo
- 2021: Allen King
- 2022: Kosta Viking
- 2023: Bastian Karim
- 2024: Sir Peter

#### Best Acting
- 2020: Lena Anderson
- 2021: Phil Hollyday
- 2022: Danny D
- 2023: Nicole Kitt
- 2024: Nikita Bellucci

### Director

#### Director of the Year
- 2018: Rocco Siffredi
- 2019: Rocco Siffredi
- 2020: Julia Grandi
- 2021: Julia Grandi
- 2022: Julia Grandi
- 2023: Julia Grandi
- 2024: Julia Grandi

### Movie

#### Feature Movie of the Year
- 2018: Undercover
- 2019: Dangerous Women
- 2020: No Mercy For Mankind
- 2021: Three
- 2022: The Listner
- 2023: The Wedding
- 2024: Evermore

#### Gonzo Movie of the Year
- 2018: Rocco Siffredi Hard Academy 3
- 2019: Elements
- 2020: My Name is Zaawaadi
- 2021: Rocco's Sex Stepfamily
- 2022: Rocco's Sex Clinic: Treatment 1
- 2023: Rocco's Sex Clinic: Treatment 6
- 2024: Rocco's Sex Clinic: Treatment 9

#### Glamcore Movie of the Year
- 2018: Luxure: Wife To Educate
- 2019: Clea, Private Banker
- 2020: One Night in Paris
- 2021: Luxure: My Wife's Perversions
- 2022: Views 2
- 2023: 24 Hours
- 2024: Club VXN 13

#### Lesbian Movie of the Year
- 2018: Black Love
- 2019: White Boxxx, Vol. 3

#### Fetish Movie of the Year
- 2018: Big Girls Don't Cry 3

#### Gay Movie of the Year
- 2018: Flea Pit

#### Trans Movie of the Year
- 2018: Euro-Tgirls

### Sex Scene

#### Feature Movie
- 2018: Hand Solo con Carly Rae, Athena Palomino e Danny D
- 2019: Rocco Time's Master: Sex Witches con Tiffany Tatum e Lutro
- 2020: Jacky con Nicole Pearl, Pascal White e Vince Karter
- 2021: Lottie con Lika Star, Lottie Magne, Jesus Reyes e Darrell Deeps
- 2022: Jia con Sonya Blaze, Jia Lissa e Manuel Ferrara
- 2023: Pornostars in Space con Lana Wolf e Danny D
- 2024: Hotel Vixen, Season 2 con Agatha Vega, Hollywood Cash e Jack Rippher

#### Gonzo
- 2018: Big Black Cock 3 con Texas Patti, Antonio Black e Joss Lescafe
- 2019: DP Bandits con Cherry Kiss, Angelo Godshack e Yanick Shaft
- 2020: My Name is Zaawaadi con Tiffany Tatum, Zaawaadi e Vince Karter
- 2021: Rocco's Insatiable MILFs con Kitana Lure, David Perry, Erik Everhard e Vince Karter
- 2022: The Spanish Stallion: Zaawaadi's Power of Wild Beauty con Zaawaadi e Maximo Garcia
- 2023: Irresistible Impulse: Jia Lissa and Christian Clay con Jia Lissa e Christian Clay
- 2024: Sweet and Petite Eve Takes BBC All Night Long con Eve Sweet e Troy Francisco

#### Glamcore
- 2018: Anal Beauty 10 con Little Caprice e Marcello Bravo
- 2019: Threesome Fantasies 7 con Jia Lissa, Liya Silver e Alberto Blanco
- 2020: Body Warmth con Lika Star, Sybil A e Christian Clay
- 2021: Views Vol. 1 con Liya Silver e Alberto Blanco
- 2022: Friends With Benefits con Catherine Knight e Erik Everhard
- 2023: 24 Hours con Rae Lil Black, Agatha Vega e Alberto Blanco
- 2024: Thr3e 2 con Catherine Knight, Matthew Meier e Renato

#### Lesbian
- 2018: Erotic Moments - Woman to Woman 2 con Jia Lissa e Lexi Layo
- 2019: The Taste of a Woman con Tina Kay e Rebecca Volpetti
- 2020: Super Femmes con Estella Balthory, Luna Corazon e Natassia Dreams
- 2021: Catch Me If You Can con Amirah Adara e Tiffany Tatum
- 2022: Sirens con Scarlett Jones e Catherine Knight
- 2023: Maria con Amirah Adara, Veronica Leal e Tiffany Tatum
- 2024:  A Shadow in the Room con Clemence Audiard, Kelly Collins, Lia Lin e Rikako Katayama